# متحف ريفرسايد (الولايات المتحدة)
متحف ريفرسايد هو متحفٌ للتاريخ والثقافة الإقليمية، وثقافة السكان الأصليين، والتاريخ الطبيعي. يقعُ هذا المتحَف في منطقة ميشن إن التاريخية في ريفرسايد، كاليفورنيا، الولايات المتحدة. المتحف، المعروف سابقًا باسم متحف ريفرسايد متروبوليتان ومتحف ريفرسايد البلدي هو قِسمٌ من مدينة ريفرسايد، ولكنه مدعومٌ من قبل ريفرسايد ميوزيم أسوشيتس (بالإنجليزية: Riverside Museum Associates)‏ ومؤسسة هارادا هاوس (بالإنجليزية: Harada House)‏ وهما منظمتانِ مستقلتانِ وغير ربحيتان، وتتمثلُ مهمتها في جعلِ المتحف مركزًا للتعلم بحيثُ يتفاعَل مع المجتمع لجمع وحفظ واستكشاف وتفسير التاريخ الثقافي والطبيعي لريفرسايد ومنطقتها.

## التاريخ
تأسَّسَ المتحف في 12 كانون الأول/ديسمبر 1924، عندما تبرعت أرملة كورنيليوس إيرل رومسي بمجموعته من القطع الأثرية الأمريكية الأصلية لمدينة ريفرسايد. جاء رومزي، وهو تنفيذي متقاعد من نابيسكو، إلى ريفرسايد من أجل صحته، ثم طوَّرَ اهتمامًا بالقطع الأثرية الأمريكية الأصلية. كانَ المتحف يقعُ في الأصل في الطابق السفلي من مبنى مجلس المدينة القديم من عام 1925 حتى عام 1948، ثم انتقل بعد ذلك إلى الطابق السفلي من المبنى الحالي، وهو في الأصل مكتب بريد فيدرالي. لسنوات عديدة، شارك المتحف موقعه مع قسم شرطة المدينة، وزارة الزراعة الأمريكية، وخلال الحرب العالمية الثانية، شاركَ المكان معَ القوة الجوية الرابعة. مع نمو مجموعات ومعارض المتحف، توسَّع ليشملَ جميع الطوابق في الستينيات والسبعينيات، وبحلول عام 1978، حصلَ موقعه في وسط مدينة ريفرسايد على مكانته في السجّل الوطني للأماكن التاريخية.
بمرور الوقت، نمت المجموعات إلى ما يقدر بـ 200.000 قطعة أثرية وعينات، بما في ذلك محفوظات بارزة في تخصصات التاريخ والتاريخ الطبيعي والموارد الثقافية الأصلية التي توثق نمو وتطور ريفرسايد والمناطق المحيطة بها من قبل تأسيسها باعتبارها مستوطنات بشرية حتى الوقت الحاضر تشملُ هذه المجموعات مجموعة سلال أمريكية أصلية بارزة، مجموعات أرشيفية توثق اثنين من المعالم التاريخية الوطنية في ريفرسايد (ميشن إن وهارادا هاوس)، عينات نباتية مركبة، المصنوعات اليدوية والمعدات التي تمثل صناعة الحمضيات في ريفرسايد في القرنين التاسع عشر والعشرين، والمواد الأثرية من الحي الصيني في ريفرسايد، كما تتضمّن المجموعات نقاط قوة إضافية في الجيولوجيا وعلم الحشرات والمنسوجات.
المتحف هو المسؤولُ عن دار التراث وهو منزلٌ يعود إلى العصر الفيكتوري على طراز الملكة آن عام 1891، حيثُ خدم منذ عام 1977 كمتحف منزل فيكتوري يمثل الحياة في ريفرسايد في تسعينيات القرن التاسع عشر، وذلك في ذروة صناعة الحمضيات في ريفرسايد. يُعدُّ هارادا هاوس (بالإنجليزية: Harada House)‏ من بين أهمِّ وأقوى معالم الحقوق المدنية في ولاية كاليفورنيا حيثُ يجسِّد موقع وقصة عائلة هرادا (أ حرادا كما تردُ في بعض المصادر) القضايا المحلية والوطنية والوطنية والدولية المتعلقة بالحقوق المدنية والفردية والديمقراطية والهجرة والاستيعاب والمواطنة والتنوع.
بعد تقاعده من التدريس في كلية ريفرسايد جونيور، عمل عالم الطبيعة الشهير إدموند سي جايجر كمنسق للمتحف وعزز بشكل كبير المجموعات النباتية. عمل عالم الأنثروبولوجيا الشهير كريستوفر موسر أيضًا في طاقم العمل لسنوات عديدة حتى عام 2003. كان المتحف من بين المتاحف الأولى في البلاد التي تم اعتمادها من قِبل التحالف الأمريكي للمتاحف المعروفِ اختصارًا بـ AAM.

## البنيان
صُمِّمَ المبنى على الطراز المعماري الكلاسيكي الجديد، كما ظهر في جنوب كاليفورنيا مع تفاصيل مهمة إحياء وسقف من البلاط الخزفي يستحضر الهندسة المعمارية على الطراز الإسباني.

## روابط خارجية
- متحف ريفرسايد - الموقع الرسمي
- باترسون، توم. مستعمرة لكاليفورنيا. المائة عام الأولى من ريفرسايد، الطبعة الثانية، 1996. مطبعة متحف ريفرسايد ميوزيم أسوشيتس.(ردمك 0-935661-24-7).
- كتيّب متحف بلدية ريفرسايد